# Torture Killer
Torture Killer é uma banda de death metal da Finlândia formada em 2002. Originalmente era uma banda que fazia covers de Six Feet Under (banda), mas pouco tempo depois começou a compor música no mesmo género que Six Feet Under. Em 2005, Chris Barnes vocalista de Cannibal Corpse e Six Feet Under juntou-se à banda. Em Janeiro de 2008 deixou a banda. Os outros membros da banda são Tuomas Karppinen (guitarra), Jari Laine (guitarra), Kim Torniainen (baixo), and Tuomo Latvala (bateria).

## Discografia
- For Maggots to Devour (2003)
- Swarm! (2006)
- Sewers (2009)
- I Chose Death EP (2012)
- Phobia (2013)

## Membros

### Membros Actuais
- Pessi Haltsonen - vocais (2011-presente)
- Tuomas Karppinen - guitarra (2002-presente)
- Jari Laine - guitarra (2002-presente)
- Kim Torniainen - baixo (2002-presente)
- Tuomo Latvala - bateria (2002-presente)

### Ex-membros
- Chris Barnes - vocais (2005-2008)
- Juri Sallinen - vocais (2005-2011)
- Matti Liuke - vocais
- Taneli Hatakka - guitarra